# Warsaw Shore (temporada 8): Campamento de verano 3
La octava temporada de Warsaw Shore, un programa de televisión polaco con sede en Varsovia transmitido por MTV Polonia,  se anunció el 14 de julio de 2017. Se estrenó el 3 de septiembre de 2017. Es la primera temporada en presentar a nueve nuevos miembros del reparto, incluye Jola Mróz quien había aparecido anteriormente en Ex Na Plazy 1 como miembro principal del reparto y Ex Na Plazy 2 como exnovia del actual miembro del reparto Piotr Polak, también incluye a Anna Papierz, Bartek Barański, Ilona Borowska, Jacek Bystry, Kamila Widz, Marcin Maruszak, Mariusz Adam y Wiktoria Sypucińkakaka. Marca el regreso de la miembro del reparto original Anna Aleksandrzak, después de haber abandonado el programa durante la temporada anterior. Presenta el episodio número 100 del programa. Antes del estreno se confirmó que la serie se filmaría en Władysławowo.
Mariusz Adam abandonó el programa voluntariamente, mientras que Ilona Borowska y Kamila Widz fueron despedidas. Jacek Bystry, Jola Mróz Marcin Maruszak, Wiktoria Sypucińska, Bartlomej Barański y Anna Papierz fueron elegidos como miembros oficiales, sin embargo Papierz también abandonó el programa durante el décimo episodio.
Jakub Henke hizo una aparición durante el último episodio.

## Reparto
Principal:
- Anna "Ania Mała" Aleksandrzak
- Anna "Andzia" Papierz
- Bartlomej "Bartek" Barański
- Damian "Stifler" Zduńczyk
- Ewelina Kubiak
- Jacek Bystry
- Jola Mróz
- Marcin "Brzydal" Maruszak
- Piotr "Pedro" Polak
- Wiktoria Sypucińska
- Wojciech "Wojtek" Gola

Recurrente:
A continuación los miembros del reparto que no fueron acreditados como principales:
- Ilona Borowska
- Kamila Widz
- Mariusz "Ryjek" Adam

### Duración del reparto
| Nombre    | Episodios | Episodios | Episodios | Episodios | Episodios | Episodios | Episodios | Episodios | Episodios | Episodios | Episodios | Episodios | Episodios | Episodios | Episodios | Episodios |
| Nombre    | 1         | 2         | 3         | 4         | 5         | 6         | 7         | 8         | 9         | 10        | 11        | 12        |           |           |           |           |
| Andzia    |           |           |           |           |           |           |           |           |           |           |           |           |           |           |           |           |
| Bartek    |           |           |           |           |           |           |           |           |           |           |           |           |           |           |           |           |
| Brzydal   |           |           |           |           |           |           |           |           |           |           |           |           |           |           |           |           |
| Ewelina   |           |           |           |           |           |           |           |           |           |           |           |           |           |           |           |           |
| Ilona     |           |           |           |           |           |           |           |           |           |           |           |           |           |           |           |           |
| Jacek     |           |           |           |           |           |           |           |           |           |           |           |           |           |           |           |           |
| Jola      |           |           |           |           |           |           |           |           |           |           |           |           |           |           |           |           |
| Kamila    |           |           |           |           |           |           |           |           |           |           |           |           |           |           |           |           |
| Pedro     |           |           |           |           |           |           |           |           |           |           |           |           |           |           |           |           |
| Ryjek     |           |           |           |           |           |           |           |           |           |           |           |           |           |           |           |           |
| Stifler   |           |           |           |           |           |           |           |           |           |           |           |           |           |           |           |           |
| Wiktoria  |           |           |           |           |           |           |           |           |           |           |           |           |           |           |           |           |
| Wojtek    |           |           |           |           |           |           |           |           |           |           |           |           |           |           |           |           |
| Ania Mała |           |           |           |           |           |           |           |           |           |           |           |           |           |           |           |           |
| --------- | --------- | --------- | --------- | --------- | --------- | --------- | --------- | --------- | --------- | --------- | --------- | --------- | --------- | --------- | --------- | --------- |

## Episodios
| N.º (total) | N.º (temp.) | Título        | Estreno                  | Audiencia (en millones) |
| ----------- | ----------- | ------------- | ------------------------ | ----------------------- |
| 93          | 1           | «Episodio 1»  | 3 de septiembre de 2017  | N/D                     |
| 94          | 2           | «Episodio 2»  | 10 de septiembre de 2017 | N/D                     |
| 95          | 3           | «Episodio 3»  | 17 de septiembre de 2017 | N/D                     |
| 96          | 4           | «Episodio 4»  | 24 de septiembre de 2017 | TBA                     |
| 97          | 5           | «Episodio 5»  | 1 de octubre de 2017     | N/D                     |
| 98          | 6           | «Episodio 6»  | 8 de octubre de 2017     | N/D                     |
| 99          | 7           | «Episodio 7»  | 15 de octubre de 2017    | N/D                     |
| 100         | 8           | «Episodio 8»  | 22 de octubre de 2017    | N/D                     |
| 101         | 9           | «Episodio 9»  | 29 de octubre de 2017    | N/D                     |
| 102         | 10          | «Episodio 10» | 5 de noviembre de 2017   | N/D                     |
| 103         | 11          | «Episodio 11» | 12 de noviembre de 2017  | N/D                     |
| 104         | 12          | «Episodio 12» | 19 de noviembre de 2017  | N/D                     |